# Claudie Lange
Claudie Lange, talvolta accreditata come Candice Lagen o Claudia Lange o ancora Claudine Lange (1944), è un'attrice e ragazza copertina belga, che è stata attiva nel cinema internazionale e, in particolare, in quello italiano fra il 1964 ed il 1973.

## Biografia
Iniziò la carriera artistica a 21 anni, scoperta, durante una vacanza a Roma, da Federico Fellini, che le diede una piccola parte, non accreditata, in Giulietta degli spiriti.
È apparsa in diversi film storici come La Bibbia, del 1966, diretta da John Huston, e della commedia all'italiana, come ad esempio Made in Italy, del 1965, dove fu diretta da Nanni Loy in un episodio del segmento La famiglia, in cui compare a fianco di Alberto Sordi e Rossella Falk.
È stata poi interprete in diversi b-movie di genere peplum, poliziottesco, horror e della commedia erotica all'italiana.
È fra le modelle apparse fra il 1967 ed il 1969 sulla rivista Playmen (specificatamente nel n. 8 e nel n. 9 del 1969).

## Filmografia
- Gli invincibili fratelli Maciste, regia di Roberto Mauri (1964)
- Il complesso della schiava nubiana, episodio di I complessi, regia di Franco Rossi (1965)
- Giulietta degli spiriti, regia di Federico Fellini (1965)
- La famiglia, episodio di Made in Italy, regia di Nanni Loy (1965)
- James Tont operazione D.U.E., regia di Bruno Corbucci (1966)
- La Bibbia (The Bible: In the beginning...), regia di John Huston (1966)
- Gli amori di Angelica, regia di Luigi Latini De Marchi (1966)
- Erotes sti Lesvo, regia di Jirí Sequens (1967)
- Agente segreto 777 - Invito ad uccidere, regia di Enrico Bomba (1967)
- Flashman, regia di Mino Loy (1967)
- È stato bello amarti, regia di Adimaro Sala (1967)
- Uno di più all'inferno, regia di Giovanni Fago (1968)
- Per 100.000 dollari t'ammazzo, regia di Giovanni Fago (1968)
- Quel caldo maledetto giorno di fuoco, regia di Paolo Bianchini (1968)
- Una storia d'amore, regia di Michele Lupo (1969)
- La pelle a scacchi (Il distacco), regia di Adimaro Sala (1969)
- Circolo vizioso (Crossplot), regia di Alvin Rakoff (1969)
- Il divorzio, regia di Romolo Girolami (1970)
- Mazzabubù... Quante corna stanno quaggiù?, regia di Mariano Laurenti (1971)
- Quickly... spari e baci a colazione, regia di Alberto Cavallone (1971)
- La morte cammina con i tacchi alti, regia di Luciano Ercoli (1971)
- Domani passo a salutare la tua vedova... parola di Epidemia (Tu fosa será la exacta... amigo), regia di Juan Bosch (1972)
- La morte accarezza a mezzanotte, regia di Luciano Ercoli (1972)
- La punizione (La punition), regia di Pierre-Alain Jolivet (1973)

## Doppiatrici italiane
Nelle versioni italiane dei suoi film, Claudie Lange è stata doppiata da:
- Benita Martini in Gli invincibili fratelli Maciste, La morte cammina con i tacchi alti
- Laura Gianoli ne I complessi
- Rita Savagnone in Per 100.000 dollari t'ammazzo
- Rosetta Calavetta ne Il divorzio
- Adriana De Roberto in Mazzabubù... Quante corna stanno quaggiù?
- Vittoria Febbi in Domani passo a salutare la tua vedova... parola di Epidemia
- Anna Miserocchi in La morte accarezza a mezzanotte